# Parafia Świętego Ducha w Perpignan
Parafia Świętego Ducha – parafia w Perpignan, w eparchii chersoneskiej Rosyjskiego Kościoła Prawosławnego. Jest to parafia etnicznie rosyjska. 